# Hemeraner Kunstmeile
Die Hemeraner Kunstmeile führt durch die Fußgängerzone in der Innenstadt von Hemer. Sie besteht aus vier beziehungsweise fünf Skulpturen verschiedener Machart. Der Hemer-Brunnen wird nur manchmal hinzugezählt, da er sich nicht mehr innerhalb der Fußgängerzone befindet.

## Kunstwerke

### Bundestrilogie
| Die Bundestrilogie von Eberhard Linke wurde 1999 erschaffen. Mit Hilfe der Stiftung der Stadtsparkasse Hemer und einiger privater Sponsoren konnten die rund zwei Meter hohen Bronzeskulpturen 2001 an die Stadt Hemer übergeben werden. Der offizielle Titel des Kunstwerks lautet „Bundesdeutsche Trilogie zu Einigkeit und Recht und Freiheit“. Die Figur „Einigkeit trägt Vielfalt“ trägt ab der Hüfte drei Oberkörper, die untere Körperhälfte ist geschlossen. Die „Waage von Recht und Gerechtigkeit“ ist eine stilisierte Form der Justitia. Zwei verschiedene Gewichte sollen den Unterschied zwischen Recht und Gerechtigkeit darstellen. Anstelle verbundener Augen hat der Künstler direkt auf die Darstellung eines Gesichts verzichtet. Die dritte Skulptur heißt „Mühen der Freiheit“. Der Körper ist offen, auf Sprossen steigen dort lose Füße und Beine hinauf. Die Figur soll das Wechselverhältnis zwischen dem Erlangen der eigenen Freiheit und der Toleranz für andere verdeutlichen. Die drei Skulpturen sind auf einer runden Betonplatte montiert und wurden 2003 mit Hecken eingefasst. |

### Hemer-Brunnen
| Der Hemer-Brunnen wurde am 27. September 1985 feierlich eingeweiht. Der damals 17-jährige Schüler Carsten Schauhoff vom Friedrich-Leopold-Woeste-Gymnasium hatte mit seinem Entwurf einen Gestaltungswettbewerb verschiedener Hemeraner Schulen gewonnen. Der Brunnen besteht aus fünf etwa 2,5 Meter hohen Wasserspeiern aus Edelstahl, die kreisförmig angeordnet sind. Die Speier sind im oberen Teil gewölbt und so geformt, dass eine breite Wasserwand hinab fällt. Dabei verändern sowohl die Sonneneinstrahlung, als auch der Wind das Erscheinungsbild. Das Wasser trifft am Boden auf ein rundes Granitbecken. Das Kunstwerk passt sich an die bestehende Architektur in der Innenstadt an. Im Zuge der Bauarbeiten in der Fußgängerzone vor der Landesgartenschau 2010 wurde der Brunnen an seinem bisherigen Standort Hademareplatz abgebaut und im April 2010 in der Nähe des Hallenbades wieder aufgestellt. |

### Aus der Tiefe
| Die Bilderstele Aus der Tiefe, die auch Stadtsäule genannt wird, wurde am 22. Mai 1993 enthüllt. Das Kunstwerk von Ulle Hees wurde im Zuge des Umbaus der Innenstadt in eine Fußgängerzone geordert. Die Stele befindet sich direkt am Ufer der Oese. An den drei Seitenflächen zeigen sich die Mythen, die Arbeit und die Geschichte Hemers. Jede Seite hat dabei einen unter- und einen oberirdischen Teil. Im unteren Part sind Versteinerungen und Höhlen zu sehen. Der obere Teil zeigt auf der Mythenseite den Teufel, der Steine verliert und so das Felsenmeer schafft. Auf der Arbeitsseite sieht man einen Bergarbeiter, einen Verweis auf den früheren Bergbau in Hemer. Die dritte Seite zeigt einen Mönch, der die Urkunde des Klosters Grafschaft in Händen hält, in der Hemer das erste Mal erwähnt wurde. Kleinere Bilder verweisen auf andere historische Ereignisse wie die Reformation, die Weltkriege und die Eisenbahnverbindung. Die Stele ist etwa 3,5 Meter hoch und besteht aus Bronze. |

### Aufstieg zum Erfolg
| Die Skulptur Aufstieg zum Erfolg wurde vom Hemeraner Arzt und Entwicklungshelfer Heinrich Lütke gestiftet und 2003 von der Iserlohner Künstlerin Edeltraut Glingener geschaffen. Das Bronzekunstwerk steht auf zwei Sockeln, deren Abstand voneinander auf die Distanz zwischen Industrie- und Entwicklungsländern verweist. Der Abstand wird von einem aufstrebenden Arm überwunden, auf dem neun Figuren empor steigen. Die Anzahl der Figuren steht symbolisch für die Anzahl der Länder, in denen die Dr. Heinz und Anita Lütke Stiftung Schulen bauen ließ. Oben schließt eine zugleich gebende wie schützende Hand das Kunstwerk ab. Die Figur, die der Hand am nächsten ist, strahlt dabei das größte Selbstbewusstsein aus. Die Skulptur selbst ist 80 Zentimeter hoch, der Sockel hat eine Höhe von 90 Zentimetern. |

### Christophorus-Brunnen
| Der Christophorus-Brunnen des Wiener Künstlers Ernst Fuchs stammt aus dem Jahr 1977 und war ein Geschenk des Ehepaars Grohe, Firmengründer der Grohe AG und Ehrenbürger der Stadt Hemer. Am 18. Oktober 1977 wurde der Brunnen vor 1500 Zuschauern auf dem Hademareplatz enthüllt. Hauptmotiv des dreiteiligen Bronze-Kunstwerks ist der heilige Christophorus, der das Christuskind über einen Fluss trägt. Der Brunnen passte damit zum Grohe-Leitspruch „Grohe hat das Wasser im Griff“. Im Herbst 2002 wurde der Brunnen restauriert und auf den Grohe-Platz umgesetzt. Dort ist die Skulptur an einer modernen Glaswand angebracht, die ebenfalls von Wasser umspült ist. |

## Ehemaliges Kunstwerk

### Stadttor
| Das Stadttor von Udo Unterieser, das die Stiftung der Stadtsparkasse Hemer finanzierte, wurde am 16. Mai 1997 enthüllt. Das Tor war 5,5 Meter hoch und vier Meter breit und bestand aus Lärchenholz, wodurch die Verbindung zum Hemeraner Waldreichtum geschaffen werden sollte. Im Oberteil waren Glasscheiben eingefasst, die das Sonnenlicht brachen und somit Farbenspiele an den Innenseiten ermöglichten. Das Stadttor befand sich zwischen dem Gebäude der Sparkasse Märkisches Sauerland Hemer–Menden und der Christkönig-Kirche. Mitte 2020 wurde das Stadttor aus Gründen der Verkehrssicherheit gesperrt, da die Glasscheiben wegen Schimmelbefalls herabzustürzen drohten. Die Glaselemente wurden entfernt. Der Holzrahmen wurde am 1. Oktober 2020 abgerissen. |